# Colonne de Vigreux

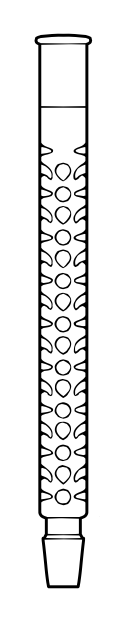
Schéma d'une colonne de Vigreux

Une colonne de Vigreux (ou colonne Vigreux) est un tube de verre employé verticalement pour réaliser une distillation fractionnée. C’est un article de laboratoire essentiel pour distiller des mélanges liquides afin de les séparer en fonction de leur différence de volatilité. L'intérieur du tube est hérissé de piques, orientées vers le bas, qui permettent par condensation successive des différents composants une séparation plus précise des différents corps présents.  Le nombre de piques ainsi que leur espacement peuvent différer selon le type de colonne. La longueur et le diamètre de la colonne dépendent du débit de fluide à traiter. Son inventeur est Henri Vigreux.

## Principes de fonctionnement dans le cadre d'une distillation

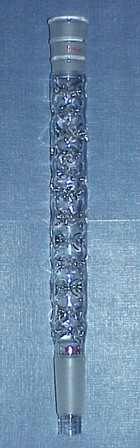
Colonne de Vigreux en verre borosilicate.

Une colonne de distillation, dans son cas général, exploite les différences de température d'ébullition des deux composants d'un mélange liquide pour les séparer. Quand les températures d'ébullition des deux composants sont proches, l'efficacité d'une colonne simple est faible, et la composition du mélange distillé, enrichi en composé le plus volatil, est proche de celle du mélange initial. La colonne de Vigreux apporte une amélioration peu coûteuse de ce procédé.
Pour réaliser une distillation fractionnée on raccorde directement la colonne au ballon contenant le mélange à séparer. On chauffe ensuite ce ballon pour atteindre, au sommet de la colonne, la température d'ébullition des corps à extraire.
Quand on chauffe le produit à température d'ébullition, celui-ci commence à s'évaporer ; la vapeur en équilibre au-dessus du liquide en ébullition est d'une composition différente de celle du liquide, enrichie en le composant le plus volatil.
Comparée à une colonne droite (simple tube en verre), la colonne de Vigreux par sa conception possède une grande surface de contact favorisant ainsi le transfert thermique intérieur-extérieur, ainsi que le transfert de matière liquide-vapeur. Ainsi les vapeurs provenant directement du ballon vont se condenser sur les premières piques de la colonne et former des gouttes aux pointes des piques. Les gouttes sont elles-mêmes chauffées par les vapeurs ascendantes et se vaporisent à nouveau. Toutefois, ces nouvelles vapeurs n'ont pas la composition des vapeurs initiales (voir la loi de Raoult) : elles sont plus concentrées en composé le plus volatil.
Chaque cycle de vaporisation-condensation se produisant au sein de la colonne de séparation est appelé un « plateau théorique » ; il conduit à une augmentation de la concentration en composé le plus volatil. On peut donc caractériser la colonne par son nombre de plateaux théoriques : plus celui-ci est élevé, plus la colonne sera capable de séparer le mélange avec efficacité.
On augmente le nombre de plateaux théoriques en allongeant la colonne ou en modifiant sa surface interne grâce à différentes géométries de piques, ou encore avec une colonne de distillation à bande tournante.

## Utilisations
La colonne de Vigreux est un dispositif de séparation peu coûteux, autrefois l'une des pièces les plus utilisées dans le domaine de la chimie moderne, et plus particulièrement dans la chimie des aromatiques (pétrole). Toutefois elle ne sert qu'à petite échelle (en laboratoire) : pour traiter les débits importants, on préfère les colonnes garnies (par exemple remplies d'anneaux de Raschig) ou les systèmes à plateaux. Un distillateur à plateaux contient plusieurs étages, et chaque plateau possède une température qui lui est propre ; certains de ces plateaux sont reliés à des systèmes d'extraction.